# 3D Pinball Space Cadet
3D Pinball Space Cadet é um jogo eletrônico de pinball, desenvolvido pela Cinematronics e publicado pela Maxis em 1995, era incluído por padrão em várias versões do Microsoft Windows, o Windows XP foi a última versão a incluir o jogo, sendo apenas disponível na versão 32 bit.
O objetivo é fazer o maior número possível de pontos, acertando em amortecedores, alvos e bandeiras. O jogo está dividido em nove níveis, representados por postos. A mudança de posto é alcançada através da seleção e conclusão de uma série de missões. A medida que avança de posto, surgem novas missões. Quanto mais alto o posto, maior é o número de pontos ganhos.